# Billboard China
A Billboard China (chinês simplificado:中国 公告 牌; chinês tradicional:中國 公告 牌 ) é uma revista de música on-line chinesa fundada pelo Vision Media Group em 5 de setembro de 2016. Serve como a versão chinesa da Billboard, também com cobertura independente de conteúdo musical chinês e internacional.

## Antecedentes
Depois de entrar nos mercados das Filipinas e da Tailândia, a Billboard formou outra parceria com a empresa de mídia chinesa Vision Media Group em setembro de 2016. A parceria resultou em vários canais de conteúdo musical em várias plataformas, incluindo impressão, online e móvel. O co-presidente da Billboard, John Amato, descreveu: "Essa expansão para a China é um marco para a Billboard". Em 29 de dezembro de 2016, o site da Billboard China foi lançado oficialmente.

## Tabelas musicais
Em 21 de abril de 2017, a Billboard China fez uma parceria com a Nielsen-CCData e Sina Weibo para lançar o Billboard China Weibo Music Chart. Em 7 de janeiro de 2018, o Billboard China Weibo Music Chart se transformou no Billboard China Social Music Chart, e a Billboard China anunciou o lançamento do Billboard China Top 100, o equivalente chinês ao Billboard Hot 100 dos EUA.